# Tausend-Kontakt-Preis
Der Tausend-Kontakt-Preis (TKP) (auch Tausenderpreis, Tausenderkontaktpreis, Thousand Ad Impressions (TAI) oder Cost-per-Mille (CPM) genannt) ist eine Kennzahl aus der Mediaplanung. Er gibt an, welcher Geldbetrag bei einer Werbemaßnahme (etwa für Fernsehspots, Online-Werbung oder Printwerbung) eingesetzt werden muss, um 1000 Personen einer Zielgruppe per Sichtkontakt (im Radio Hörkontakt) zu erreichen. Im Onlinebereich, beispielsweise bei Bannerwerbung, gilt eine Ad Impression als Kontakt.

## Bruttoreichweite, Nettoreichweite
Wird von der Brutto-Reichweite (auch Mehrfachkontakte einer Person mitgerechnet) eines Mediums ausgegangen, so errechnet sich der TKP folgendermaßen:
{\displaystyle {\frac {\text{Preis der Schaltung}}{\text{Bruttoreichweite}}}\cdot 1000{\text{ Kontakte}}=\mathrm {TKP} }
Wird bei mehrfachem Kontakt einer Person mit der Werbebotschaft die Netto-Reichweite für eine Kosten-Nutzenberechnung zugrunde gelegt, so spricht man je nach Medium von einem Tausend-Leser-Preis, Tausend-Nutzer-Preis oder Tausend-Hörer-Preis. In diesem Fall wird davon ausgegangen, dass ein Werbeträger auch von mehreren Personen gelesen wird (z. B. eine Zeitschrift in einem Wartezimmer). Die Berechnung erfolgt in diesem Fall so:
{\displaystyle {\frac {\text{Preis der Schaltung}}{\text{Nettoreichweite}}}\cdot 1000{\text{ Nutzer}}=\mathrm {TNP} }

## Beispiel
Eine 1/4-seitige Anzeige in der Süddeutschen Zeitung kostete im Jahr 2013 17.000 Euro. Die Auflage der Zeitung lag im vierten Quartal 2013 bei 400.647 Exemplaren.  Daraus ergibt sich folgende Rechnung für den TKP:
17.000 Euro/400.647 Leser × 1000 = TKP = 42,43 Euro/1000 Sichtkontakte
Damit zahlte der Werbekunde 42,43 Euro pro 1000 Sichtkontakte.

## Abgrenzung und Vergleich
Bei dieser rein quantitativen Kostenbetrachtung wird die Qualität des Kontakts (nimmt eine Person die Botschaft wirklich wahr?) sowie die des Mediums beim Transport der Werbebotschaft nicht berücksichtigt. So kann auch unterschieden werden zwischen der quantitativen Reichweite (die Anzahl der Personen, die mit dem Werbeträger in Kontakt kommen) und der qualitativen Reichweite (den Anteil der Zielgruppe an der Gesamtleser-, Seher- oder Hörerschaft).
Im Gegensatz dazu steht ein Abrechnung der Kosten nach Klicks (Cost-per-Click (CPC)). Dabei entstehen die Kosten erst mit dem Klick und nicht mit der Reichweite.
Der Tausend-Kontakt-Preis ermöglicht im Rahmen der Mediaplanung einen Vergleich der Werbemittel und ihrer Kosten. Hierzu wird die Wirtschaftlichkeit als Relation der Leistungswerte Reichweite und Kontaktintensität zu Medienkosten gemessen.